# 2010年バンクーバーオリンピックのノルディック複合競技
2010年バンクーバーオリンピックのノルディック複合競技（2010ねんバンクーバーオリンピックのノルディックふくごうきょうぎ）は、バンクーバーの北約125kmのウィスラーで2月14日から25日にかけて開催された。

## 競技日程
競技時間は太平洋標準時。日本とバンクーバーとの時差は17時間である。
| 大会日 | 日時       | 競技開始 | 競技終了 | 種目                         |
| ------ | ---------- | -------- | -------- | ---------------------------- |
| Day 3  | 2010-02-14 | 10:00    | 10:50    | 個人ノーマルヒル（飛躍）     |
| Day 3  | 2010-02-14 | 13:45    | 14:20    | 個人ノーマルヒル（距離10km） |
| Day 12 | 2010-02-23 | 10:00    | 10:45    | 団体（飛躍）                 |
| Day 12 | 2010-02-23 | 13:00    | 14:00    | 団体（距離4x5km）            |
| Day 14 | 2010-02-25 | 10:00    | 10:50    | 個人ラージヒル（飛躍）       |
| Day 14 | 2010-02-25 | 13:00    | 13:35    | 個人ラージヒル（距離10km）   |

## 競技結果

### 個人ノーマルヒル/10km
- 2位以下は1位との差で示した。

- 2010 Winter Olympics 14 February 2010 Nordic combined individual nh/ 10 km cc ski jumping results
- 2010 Winter Olympics 14 February 2010 10 km individual normal hill final results
- Sports-Reference.com:Nordic Combined at the 2010 Vancouver Winter Games/Men's Normal Hill/10 km, Individual - Sports-Reference.com (Olympics) のアーカイブ (英語)
- 2010年バンクーバーオリンピックのノルディック複合競技 - Olympedia（英語）

| 順位 | 国・地域       | 氏名                       | 記録                      |
| ---- | -------------- | -------------------------- | ------------------------- |
| 金   | フランス       | ジャゾン・ラミー＝シャプイ | 25分47秒1（JP5位、CC5位） |
| 銀   | アメリカ合衆国 | ジョニー・スピレーン       | +0秒4（JP4位、CC6位）     |
| 銅   | イタリア       | アレッサンドロ・ピッティン | +0秒8（JP6位、CC4位）     |
| 4    | アメリカ合衆国 | トッド・ロドウィック       | +1秒5（JP2位、CC11位）    |
| 5    | オーストリア   | マリオ・シュテヒャー       | +13秒6（JP7位、CC7位）    |
| 6    | アメリカ合衆国 | ビル・デモン               | +17秒9（JP24位、CC3位）   |
| 7    | 日本           | 小林範仁                   | +21秒9（JP12位、CC9位）   |
| 8    | フィンランド   | アンシ・コイブランタ       | +29秒8（JP8位、CC13位）   |
| 9    | ノルウェー     | マグヌス・モーアン         | +35秒6（JP40位、CC1位）   |
| 10   | ドイツ         | エリック・フレンツェル     | +36秒1（JP16位、CC12位）  |

### 個人ラージヒル/10km
- 2位以下は1位との差で示した。

- 2010 Winter Olympics 25 February 2010 Nordic combined 10 km individual large hill ski jumping results
- 2010 Winter Olympics 25 February 2010 Nordic combined 10 km individual large hill final results
- Sports-Reference.com:Nordic Combined at the 2010 Vancouver Winter Games/Men's Large Hill/10 km, Individual - Sports-Reference.com (Olympics) のアーカイブ (英語)
- 2010年バンクーバーオリンピックのノルディック複合競技 - Olympedia（英語）

| 順位 | 国・地域       | 氏名                       | 記録                      |
| ---- | -------------- | -------------------------- | ------------------------- |
| 金   | アメリカ合衆国 | ビル・デモン               | 25分32秒9（JP6位、CC2位） |
| 銀   | アメリカ合衆国 | ジョニー・スピレーン       | +4秒0（JP2位、CC7位）     |
| 銅   | オーストリア   | ベルンハルト・グルーバー   | +10秒8（JP1位、CC19位）   |
| 4    | フィンランド   | ハンヌ・マンニネン         | +33秒1（JP16位、CC4位）   |
| 5    | チェコ         | パヴェル・チェラヴィ       | +34秒0（JP8位、CC9位）    |
| 6    | ノルウェー     | ペッテル・タンデ           | +38秒3（JP11位、CC6位）   |
| 7    | イタリア       | アレッサンドロ・ピッティン | +40秒7（JP13位、CC5位）   |
| 8    | オーストリア   | マリオ・シュテヒャー       | +48秒2（JP10位、CC8位）   |
| 9    | 日本           | 渡部暁斗                   | +48秒8（JP9位、CC11位）   |
| 10   | オーストリア   | クリストフ・ビーラー       | +48秒8（JP4位、CC18位）   |

### 団体4×5km
- 2位以下は1位との差で示した。

- 2010 Winter Olympics 23 February 2010 Nordic combined team large hill/4 x 5 km ski jumping results
- 2010 Winter Olympics 23 February 2010 Nordic combined team large hill/4 x 5 km official results
- Sports-Reference.com:Nordic Combined at the 2010 Vancouver Winter Games/Men's Team - Sports-Reference.com (Olympics) のアーカイブ (英語)
- 2010年バンクーバーオリンピックのノルディック複合競技 - Olympedia（英語）

| 順位 | 国・地域       | 氏名                                                                                                | 記録                       |
| ---- | -------------- | --------------------------------------------------------------------------------------------------- | -------------------------- |
| 金   | オーストリア   | ベルンハルト・グルーバー フェリックス・ゴットヴァルト マリオ・シュテヒャー ダビット・クライナー     | 49分31秒6（JP3位、CC1位）  |
| 銀   | アメリカ合衆国 | ブレット・キャメロタ トッド・ロドウィック ジョニー・スピレーン ビル・デモン                         | +5秒2（JP2位、CC4位）      |
| 銅   | ドイツ         | ヨハネス・ルゼック ティノ・エデルマン エリック・フレンツェル ビョルン・キルヒアイゼン               | +19秒5（JP6位、CC2位）     |
| 4    | フランス       | Maxime Laheurte フランソワ・ブオー セバスチャン・ラクロワ ジャゾン・ラミー＝シャプイ                | +39秒8（JP5位、CC3位）     |
| 5    | ノルウェー     | ヤン・シュミド エスペン・リアン ペッテル・タンデ マグヌス・モーアン                                 | +54秒3（JP7位、CC5位）     |
| 6    | 日本           | 加藤大平 高橋大斗 渡部暁斗 小林範仁                                                                 | +1分14秒2（JP4位、CC6位）  |
| 7    | フィンランド   | ヤンネ・リーナネン ヤッコ・タルス アンシ・コイブランタ ハンヌ・マンニネン                           | +2分21秒5（JP1位、CC8位）  |
| 8    | チェコ         | アレシュ・ヴォドセデャレック モロスラフ・ドヴォジャーク トマシュ・スラヴィック パヴェル・チェラヴィ | +3分18秒6（JP8位、CC7位）  |
| 9    | スイス         | セッピ・フーシュラー ティム・フグ トミー・シュミット ロニー・ヘール                                 | +4分18秒2（JP9位、CC10位） |
| 10   | イタリア       | アレッサンドロ・ピッティン ジュゼッペ・ミッチェーリ ルーカス・ランガルディア アルミン・バウアー     | +4分42秒9（JP10位、CC9位） |

## 各国メダル数
| 順 | 国・地域             | 金 | 銀 | 銅 | 計 |
| -- | -------------------- | -- | -- | -- | -- |
| 1  | アメリカ合衆国 (USA) | 1  | 3  | 0  | 4  |
| 2  | オーストリア (AUT)   | 1  | 0  | 1  | 2  |
| 3  | フランス (FRA)       | 1  | 0  | 0  | 1  |
| 4  | ドイツ (GER)         | 0  | 0  | 1  | 1  |
| 4  | イタリア (ITA)       | 0  | 0  | 1  | 1  |